# Shahan (huyện)
Huyện Shahan là một huyện thuộc tỉnh Al Mahrah, Yemen. Đến thời điểm năm 2003, huyện này có dân số 3152 người